# Marc Apelé
 (mai 2019).
Si vous disposez d'ouvrages ou d'articles de référence ou si vous connaissez des sites web de qualité traitant du thème abordé ici, merci de compléter l'article en donnant les références utiles à sa vérifiabilité et en les liant à la section « Notes et références ».
 (mars 2020).

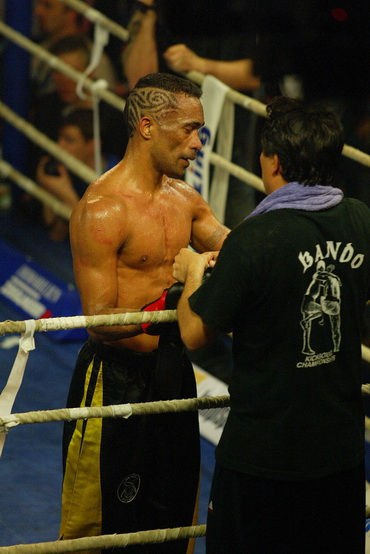
Marco Apelé coaché par Jean-Roger Callière en 2006.

Marc Apelé est un bandoïste français né en 1974 à Espiritu Santo, au Vanuatu. Il est ceinture noire 3e degré de thaing (bando) et ceinture noire 3e degré de boxes pieds-poings WKA & ISKA.
Marc Apelé est un artiste martial complet, doué en boxes pieds-poings et également en lutte (naban) et forms (akas). Il devient champion du Monde professionnel WKA de full-contact poids super-moyens en 2005 et récidive en 2008 avec le titre mondial ISKA.

## Biographie
Il découvre les sports de combat en Nouvelle-Calédonie et décide en 2001 de venir en Métropole pour perfectionner son art. Il y est entraîné par Alain Delmas et Jean-Roger Callière. Son métier, professeur de fitness.

## Victoires
- Champion du Monde professionnel ISKA de kick boxing le 18 mai 2008 à Birmingham, moins de 78,100 kg victoire par KO à la 6° reprise
- vice-Champion du Monde professionnel WKA de kick boxing  le 11 novembre 2006 à Ingolstadt, moins de 79 kilos défaite au pts 2 juges à 1
- Champion du Monde professionnel WKA de kick boxing le 29 avril 2006 à Ingolstadt, moins de 79 kilos victoire par KO à la 9° reprise
- Champion du Monde professionnel WKA de kick boxing le 25 juin 2005 à Francfort, moins de 79 kg victoire par KO à la 5° reprise
- Champion de France élite de bando Lethwei (boxe birmane) en 2004 et 2005, poids mi-lourds
- Champion de France amateur et semi-pro de full-contact en 1998, 1999 et 2001, poids moyens
- Champion des Mers du Sud amateur de kick-boxing en 1999 et 2001, poids moyens
- Champion du Commonwealth amateur de kick-boxing en 1999 et 2001, poids moyens